# Саффолк (Виргиния)
Саффолк — независимый город (то есть не входящий в состав какого-либо округа) в штате Виргиния, США. Население, по данным переписи 2010 года, составляло 84585 человек.

## География и климат
Общая площадь города составляет 1110 км², из которых 75 км² приходится на открытые водные пространства. По занимаемой площади город является крупнейшим на территории штата. Лето в Саффолке, как правило, жаркое и влажное, зима — прохладная и мягкая.

## История
К 1584 году окрестности будущего Саффолка населяли индейцы племени Нансемонд, которые жили охотой и сбором устриц. На реке Нансемонд стояли 4 их деревни, из которых главной считалась деревня Чукатук. Святилища племени находились на острове Дамплинг. Племя имело размер примерно в 1200 человек. В 1808 году капитан Джон Смит с группой колонистов из Джорджтауна начал исследовать реку Нансемонд. Они начали нападать на индейцев, но в 1609 году были отбиты. Однако, джорджтаунцам удалось основать постоянную колонию, и они постепенно вытеснили племя Нансемонд из региона. Свою последнюю землю индейцы утратили в 1792 году.
К 1634 году регион был частью шира Элизабет-Ривер, но в 1637 году стал частью округа Верхний Норфолк, который в 1646 году стал округом Нансемонд. В 1720-х годах Джон Констант построил дом и причал на месте современного Саффолка. В 1742 году Палата Бюргеров признала городской статус за поселением Константс-Уарф и переименовала его в Саффолк, в честь британского Саффолка, откуда был родом губернатор Уильям Гуч. В 1750 году администрация округа Нансемонд переехала из Джарниганс-Бридж в Саффолк.
С того момента в Саффолк стали завозиться рабы-африканцы, которых использовали для работ на кораблях и табачных плантациях. Некоторые бежали в болота Дисмал-Свэмп и присоединялись к жителям болот.
В 1779 году, в годы американской войны за независимость, город был сожжён англичанами. Пожар перекинулся на склады скипидара и пека, что привело к полному уничтожению города.

## Население и экономика
По данным переписи 2010 года, в городе насчитывалось 84585 человек и 23283 семей. Расовый состав населения был следующим: белые — 50,1 %, афроамериканцы — 42,7 %, коренные американцы — 0,3 %, азиаты — 1,6 %, уроженцы Гавайев и тихоокеанских островов — 0,1 %, представители других рас — 0,8 %, представители двух и более рас — 2,3 %, латиноамериканцы (любой расы) — 2,9 %. Средний возраст жителя составлял 36 лет.
Саффолк является одним из центров производства арахисового масла в стране, а также важным транспортным узлом (через него проходят шоссейная и железная дороги).

## Боро
Город Саффолк делится на семь боро, один из которых соответствует бывшему городу Саффолку, а шесть — магистериальным районам бывшего округа Нансемонд: Нансемонд, Сайпресс, Саффолк, Слипи-Хол, Уоливилл, Холи-Нек, Чакатак.

## Известные жители
- Райан Спидо Грин — оперный певец (бас-баритон)
- Джеймс Эйвери — американский актёр кино и телевидения.